# Ban Ki-moon
Ban Ki-moon (en hangul, 반기문; en hanja, 潘基文; pronunciado [pan.gi.mun]; Eumseong, 13 de junio de 1944) es un diplomático surcoreano, secretario general de las Naciones Unidas entre enero de 2007 y diciembre de 2016.
En el año de su graduación universitaria se unió al Ministerio de Asuntos Exteriores de Corea del Sur y recibió su primer puesto en Nueva Delhi (India). Durante su carrera en el Ministerio, obtuvo una reputación de modestia y competencia.
Entre enero de 2004 y noviembre de 2006 trabajó como ministro de Asuntos Exteriores de Corea del Sur. En febrero de 2006 comenzó su campaña para obtener el puesto de secretario general de la ONU. Aunque inicialmente no se le consideró como un candidato con probabilidades de lograrlo, su puesto en el Gobierno surcoreano le permitió viajar a todos los países miembros del Consejo de Seguridad, cuerpo que recomienda un candidato a la Asamblea General, y así poder adquirir el apoyo necesario.
El 13 de octubre de 2006 fue elegido secretario general de las Naciones Unidas por aclamación, puesto que comenzó a ejercer el 1 de enero de 2007. El 21 de junio de 2011 fue reelegido para el cargo en el período comprendido entre el 1 de enero de 2012 y el 31 de diciembre de 2016, por aclamación de la asamblea general ―órgano supremo de la ONU―. Desde su elección, ha dirigido múltiples esfuerzos para reformar la organización en áreas como las Fuerzas de paz de las Naciones Unidas y las prácticas laborales dentro del organismo. En el campo diplomático, se ha enfocado en conflictos como el de Darfur, en el cual ayudó a convencer al presidente de Sudán, Omar Hasan Ahmad al-Bashir, para que permitiera la intervención de las fuerzas de paz en ese país. Además, presionó continuamente al ex presidente de los Estados Unidos George W. Bush para que este tomara acción con respecto al calentamiento global.

## Biografía

### Infancia y educación
Es el mayor de seis hijos, nació en el condado de Eumseong, en la actual provincia surcoreana de Chungcheong del Norte, en 1944, durante la ocupación japonesa de Corea. Cuando tenía tres años, su familia se mudó al pueblo cercano de Cheongju, en el cual se crio. Durante su niñez, su padre tenía un almacén, pero este quebró y la familia perdió su estatus de clase media. En 1950 su familia huyó a un remoto lugar en las montañas, viviendo en condiciones deplorables, para evadir los ejércitos tanto del norte como del sur durante la guerra de Corea.
Después de la guerra, su familia regresó a Cheongju. Ban ha comentado que sus primeros contactos con el mundo occidental ocurrieron cuando los soldados estadounidenses en Corea repartían ropa y dulces.
En la escuela secundaria, se convirtió en un alumno estrella, particularmente en sus estudios del idioma inglés. Él ha afirmado que caminaba regularmente 9 kilómetros hasta una fábrica de fertilizantes para practicar su inglés con los empleados estadounidenses de la fábrica. En 1956 fue seleccionado para dirigir un mensaje al entonces secretario general de Naciones Unidas Dag Hammarskjöld. Sin embargo, se desconoce si este llegó a su destinatario. En 1962 ganó un concurso de ensayos patrocinado por la Cruz Roja y ganó un viaje a Estados Unidos. Como parte de este programa, vivió durante varios meses con una familia estadounidense en San Francisco (estado de California). También durante su estadía, conoció al entonces presidente de Estados Unidos John F. Kennedy. Cuando durante la reunión un periodista le preguntó qué profesión le interesaba ejercer, Ban contestó: «Quiero convertirme en diplomático».
Recibió el grado de bachiller en relaciones internacionales en la Universidad Nacional de Seúl en 1970. En 1985 recibió una maestría en administración pública en la Escuela de Gobierno John F. Kennedy de la Universidad de Harvard. En Harvard, estudió bajo el conocido profesor Joseph Nye, creador de la teoría neoliberal de las relaciones internacionales. Este recalcó que Ban tenía «una rara combinación de claridad analítica, humildad y perseverancia». Además, se le han conferido varios títulos de doctor honoris causa por su trabajo como secretario general de Naciones Unidas (ver Premios, reconocimientos y homenajes).

### Familia
Ban Ki-mun conoció a Yoo Soon-taek en 1962 cuando ambos eran estudiantes de bachillerato. Ban tenía 18 años, y Yoo Soon-taek era la presidenta del consejo estudiantil de su escuela. Ban Ki-mun se casó con Yoo Soon-taek en 1971. Tienen tres hijos adultos, dos mujeres y un varón. Su hija mayor, Seon-yong (nacida en 1972), trabaja para la Fundación Corea en Seúl. Su hijo, Woo-hyun (nacido en 1974), estudia en la Universidad de California en Los Ángeles una maestría en administración de empresas. Su hija menor, Hyun-hee (nacida en 1976), trabaja para UNICEF en Nairobi.

### Creencias religiosas
Ban no pertenece a ninguna iglesia o grupo religioso y no ha aceptado expresarse sobre sus creencias, afirmando que como secretario general es inapropiado hablar de sus propias creencias en una religión o Dios particular, proponiendo postergar ese debate para otra oportunidad.
Se ha reportado que su madre es budista.

### Personalidad
La personalidad de Ban ha sido descrita por muchos como suave. La prensa coreana lo llama «la anguila» por su habilidad para esquivar preguntas.
Su conducta ha sido descrita como de enfoque confucionista.
La ética de trabajo de Ban ha sido bien documentada. Su agenda está típicamente dividida en bloques de cinco minutos. Ban afirma que no duerme más de cinco horas cada noche y que nunca ha llegado tarde al trabajo. Durante los casi tres años que fue ministro de Relaciones Exteriores de Corea del Sur solo tomó vacaciones para asistir a la boda de su hija.
Ban ha dicho que su único hobby es el golf, pero que solo lo juega un par de veces al año.
En la cena de corresponsales de la ONU a principios de diciembre de 2006, tras su elección como secretario general, Ban sorprendió a la audiencia al cantar una versión de «Santa Claus is coming to town», cambiando la letra por «Ban Ki-moon is coming to town».
Durante su campaña por la Secretaría General y durante sus primeros días en el cargo Ban intentó despejar las dudas que existían sobre si era demasiado monótono para ocupar el cargo.

## Premios, reconocimientos y homenajes
Ban ha recibido múltiples premios, distinciones y homenajes internacionales, entre ellos los siguientes:
- Orden del Mérito, la máxima distinción del gobierno surcoreano, en 1975, 1986 y 2006
- Gran Condecoración al Honor de la República de Austria en 2001
- Gran Cruz de la Orden de Río Branco de Brasil en 2002
- Premio James A. Van Fleet otorgado por la Korea Society en 2004, por sus contribuciones a las relaciones entre los Estados Unidos y Corea del Sur
- Gran Cruz de la Orden El Sol del Perú en 2006, «por el ejemplo que representa Corea para los peruanos»
- Medalla de la Orden Nacional del Mérito de Argelia en 2006
- Medalla Conmemorativa del Héroe de la Libertad de Hungría en 2006
- Gran Cruz de la Orden Nacional de Burkina Faso en 2008
- Gran Oficial de la Orden Nacional de Costa de Marfil en 2008
- Otorgado el título doctor honoris causa en derecho por la Universidad de Filipinas en 2008
- Otorgado el título doctor honoris causa en derecho por la Universidad de Malta en 2009
- Otorgado el título doctor honoris causa en derecho por la Universidad de Washington en 2009
- Otorgado el título doctor honoris causa por la Universidad Nacional Mayor de San Marcos en 2011 (Lima, Perú).
- Gran Cordón de la Medalla de la República Oriental del Uruguay (2011).[21]
- Medalla de Honor del Congreso de la República del Perú (2014)
- Gran Cruz de la Orden del Libertador General San Martín de la República Argentina (2016).
- Collar de la Orden del Mérito Civil (2016)[22]

| Predecesor: Kofi Annan | Secretario general de la ONU 2007 - 2016 | Sucesor: António Guterres |